# Smekkies in Alle Smaken

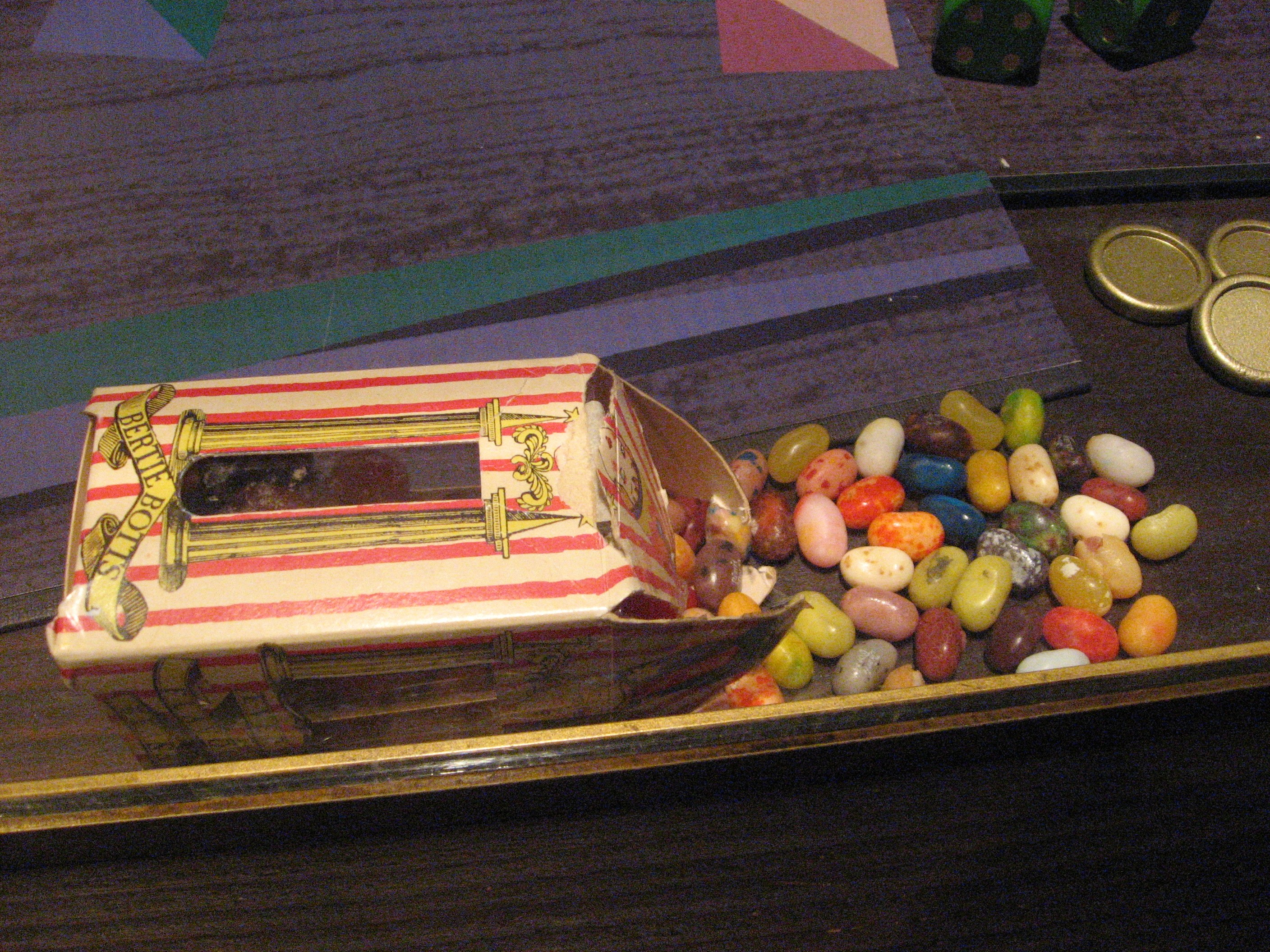

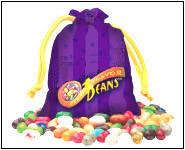

Smekkies in Alle Smaken (Engels: Bertie Bott's Every Flavour Beans) zijn snoepjes uit de Harry Potter-boekenreeks van J.K. Rowling.
Smekkies kunnen alle smaken hebben die er zijn. De smekkies worden in de boekenreeks vrijwel alleen in het eerste deel genoemd, op de volgende twee locaties:
- In de trein naar Zweinstein: Harry koopt Smekkies van het etenskarretje in de Zweinsteinexpres. Ron Wemel waarschuwt hem dat ze alle smaken kunnen hebben, en dus ook vieze. Hij neemt daarna een smekkie met spruitjessmaak. Later komen de smaken lever en pens voorbij, en Ron beweert dat zijn broers er zelfs ooit eentje met "snotsmaak" hebben gegeten.

- Aan het einde van het verhaal ligt Harry in de ziekenzaal van Zweinstein. Hij krijgt bergen snoep, waaronder Smekkies. Perkamentus vertelt dat hij in zijn jeugd een Smekkie met braakselsmaak heeft gegeten, en er daarna nooit meer echt van genoten heeft, maar dat hij best wel weer eens een Smekkie met toffeesmaak wilde proberen. Hij neemt een karamelkleurig snoepje, maar dat blijkt de smaak van oorsmeer te hebben.

Smekkies worden bij de spelversies van Harry Potter voornamelijk op pc, Xbox en PlayStation gebruikt om spullen te kopen in de winkel van Fred en George Wemel. In de boekenreeks hebben Fred en George de Tovertweelings Topfopshop, waar ze fopartikelen verkopen en producten maken.
Ze zijn uitgevonden door Smekkie Smak, die deze per ongeluk ontdekte toen hij probeerde gewone Dreuzelsnoepjes te maken. Hij deed er ook per ongeluk wat vieze sokken bij. Smak staat op Chocokikkerplaatje nummer 69 voor zijn belangrijke uitvinding.
Er zijn ook echte Smekkies te koop, maar die worden in niet veel winkels verkocht. De vieze smaken zijn gemarkeerd met een uitroepteken.